# Fönster mot TV-världen
Fönster mot TV-världen var en TV-programserie med Åke Wihlney som sändes från SVT Malmö åren 1974–1985.
Serien behandlade såväl den tekniska utvecklingen inom TV-mediet som sådant som pågående trender samt vad folk tittade på internationellt. Programmet blev uppskattat eftersom det gav en utblick i världen, något som annars var tämligen begränsat i och med att det inte gick att se utländska TV-sändningar i Sverige, då parabolmottagaren och kabel-TV:n slog igenom först under den andra hälften av 1980-talet.. 
Programmet är en av titlarna i boken Tusen svenska klassiker (2009).
Sista programmet sändes lördagen den 21 december 1985, fyra dagar efter programledaren Åke Wihlneys död.